# Ralph Neville, I conte di Westmorland
Ralph de Neville I conte di Westmorland (Durham, 1364 circa – 21 ottobre 1425) fu uno dei capostipiti della famiglia Neville, particolarmente potente durante la Guerra delle due rose.

## Biografia
Ralph Neville nacque intorno al 1364 nella contea di Durham presso il castello di famiglia di Raby, da John Neville, III barone Neville di Raby e da Maud di Percy.
Dell'infanzia di Ralph si sa molto poco, il primo dato certo è la sua nomina a cavaliere avvenuta nel 1380 per opera di Tommaso Plantageneto, I duca di Gloucester durante una delle numerose spedizioni in Francia. Otto anni dopo, con la morte del padre ne ereditò terre e titoli, tre anni dopo venne messa in servizio, grazie a lui, una commissione che si faceva carico dei doveri di Conestabile in luogo del duca di Gloucester e fu anche ripetutamente coinvolto in negoziati con gli Scozzesi. Nel 1397 il suo appoggio a Riccardo II d'Inghilterra contro i Lord Appellant, che volevano limitare il potere, per loro eccessivo, dei consiglieri del re, gli valse il titolo di Conte di Westmorland.
La fedeltà di Ralph al re non fu però eterna, nel 1399 il sovrano era ancora senza figli e il problema della successione si poneva in modo pressante, così diverse fazioni si mossero per deporre Riccardo e Ralph aderì a quella di Lancaster che appoggiava Enrico di Bolingbroke.
Il 9 agosto 1399 Riccardo venne catturato dagli uomini di Bolingbroke e portato, fra gli insulti del popolo, alla Torre di Londra dove venne costretto ad abdicare, il 30 settembre gli succedette il cugino Enrico. I due infatti erano entrambi nipoti di Edoardo III d'Inghilterra, solo che il padre di Riccardo era stato il figlio maggiore di Edoardo III, Edoardo il Principe Nero, mentre quello di Enrico era il quintogenito Giovanni Plantageneto, I duca di Lancaster.
Come ricompensa Enrico lo investì del titolo di Earl Marshal che, sebbene fosse stata intesa come carica a vita Ralph rigettò nel 1412 e gli venne garantito un seggio nel Parlamento d'Inghilterra. Quando nel 1403 morì Edmondo Plantageneto, I duca di York, il figlio più giovane di Edoardo III, lasciando vacante un posto nell'Ordine della giarrettiera Enrico lo donò a Ralph, ma non solo, su un piano più materiale gli venne data la Signoria del Richmondshire che sarebbe stata sua fino alla morte, tuttavia questo non gli portò il relativo titolo di conte.
I Neville avevano come rivali i membri della famiglia Percy, questi ultimi avevano perso terreno quando erano stati sconfitti nella battaglia di Shrewsbury del 21 luglio 1403 quando si erano alleati con i ribelli di Scozia e Galles, le terre che i Percy persero nell'est del paese andarono ai Neville che in quella regione arrivarono ad assumere un ruolo assolutamente dominante. Poco prima della battaglia quando i Percy si erano già sollevati insieme a Thomas de Mowbray, IV conte di Norfolk (1385-8 giugno 1405) ed al vescovo Richard le Scrope (1350circa-8 giugno 1405) Ralph li convocò a Skipton per un abboccamento travestito da colloquio diplomatico. Poco dopo entrambi, dopo che i loro seguaci furono dispersi, vennero circondati e furono quindi consegnati a Henry Percy, I conte di Northumberland (10 novembre 1341-20 febbraio 1408) che per il momento sembrava aver disertato la loro causa comune.
Nell'ultima parte della propria carriera Ralph dovette sorvegliare le Marche del nord-ovest infliggendo nel 1415 una pesante sconfitta agli scozzesi nella battaglia di Yeavering. Nel 1422 Ralph fu nel consiglio di Reggenza che governò durante la minore età di Enrico VI d'Inghilterra.
Ralph morì il 21 ottobre 1425 e venne sepolto nella chiesa di St. Mary vicino al suo castello natale.

## I matrimoni ed i molti figli

Ralph de Neville, I conte di Westmorland e le sue mogli

Ralph si sposò due volte, la prima, attorno al 1382, con Margaret de Stafford (1364-18 ottobre 1396) con cui ebbe nove figli:
- Maud Neville (morta nel 1438)
- Alice Neville (nata nel 1384 circa), sposò Thomas Grey (1384-1415)
- Philippa Neville (1386-1453)
- John Neville (1387circa-1420 circa)
- Ralph Neville (1392 circa-25 febbraio 1458)
- Elizabeth Neville, divenne suora
- Anna Neville (nata nel 1384 circa)
- Margaret Neville (morta nel 1465 circa)
- Anastasia Neville

In seconde nozze, prima del 29 novembre 1396 Ralph sposò Joan Beaufort, contessa di Westmorland, figlia di Giovanni Plantageneto, I duca di Lancaster, e della sua terza moglie Katherine Swynford e quindi sorellastra di Enrico IV. I due ebbero quattordici figli:
- Katherine Neville (1397 circa-dopo il 1483)
- Eleanor Neville, contessa di Northumberland (1397 circa-1472), sposò in seconde nozze Henry Percy, II conte di Northumberland
- Richard Neville, V conte di Salisbury, nonno della regina Anna Neville
- William Neville, I conte di Kent
- Robert Neville (morto nel 1457), vescovo di Durham
- John Neville (1407-1420)
- Edward Neville, III barone Bergavenny (prima del 1414-18 ottobre 1476)
- Anna Neville (1414-1480), sposò in prime nozze Humphrey Stafford, I duca di Buckingham
- Cecily Neville, madre di Edoardo IV d'Inghilterra, Riccardo III d'Inghilterra e Giorgio Plantageneto, I duca di Clarence
- George Neville, I barone Latimer (1407 circa-30 dicembre 1469)
- Cuthbert Neville
- Thomas Neville
- Henry Neville, tutti e tre morti giovani
- Joan Neville, divenne suora

## Albero genealogico
|                                          |                                |                                       | Genitori                                |  |  | Nonni |  |  | Bisnonni                                |  |  | Trisnonni         |  |
|                                          |                                |                                       |                                         |  |  |       |  |  | Ralph Neville, I barone Neville di Raby |  |  | Robert de Neville |  |
|                                          |                                |                                       |                                         |  |  |       |  |  | Ralph Neville, I barone Neville di Raby |  |  | Robert de Neville |  |
|                                          |                                | Mary FitzRanulf                       |                                         |  |  |       |  |  | Ralph Neville, I barone Neville di Raby |  |  |                   |  |
| Ralph Neville, II barone Neville di Raby |                                |                                       |                                         |  |  |       |  |  | Ralph Neville, I barone Neville di Raby |  |  |                   |  |
|                                          |                                | Euphemia de Clavering                 | Robert de Clavering                     |  |  |       |  |  |                                         |  |  |                   |  |
|                                          |                                | Euphemia de Clavering                 | Robert de Clavering                     |  |  |       |  |  |                                         |  |  |                   |  |
|                                          |                                | Euphemia de Clavering                 | Margaret de la Zouche                   |  |  |       |  |  |                                         |  |  |                   |  |
| John Neville, III barone Neville di Raby |                                | Euphemia de Clavering                 |                                         |  |  |       |  |  |                                         |  |  |                   |  |
|                                          |                                | Hugh de Audley                        | James di Aldithley                      |  |  |       |  |  |                                         |  |  |                   |  |
|                                          |                                | Hugh de Audley                        | James di Aldithley                      |  |  |       |  |  |                                         |  |  |                   |  |
|                                          |                                | Hugh de Audley                        | Ela Longespee                           |  |  |       |  |  |                                         |  |  |                   |  |
| Alice Audley                             |                                | Hugh de Audley                        |                                         |  |  |       |  |  |                                         |  |  |                   |  |
|                                          |                                | Isolde Mortimer                       | Edmund Mortimer, II barone Mortimer     |  |  |       |  |  |                                         |  |  |                   |  |
|                                          |                                | Isolde Mortimer                       | Edmund Mortimer, II barone Mortimer     |  |  |       |  |  |                                         |  |  |                   |  |
|                                          |                                | Isolde Mortimer                       | Margaret de Fiennes                     |  |  |       |  |  |                                         |  |  |                   |  |
| Ralph Neville, I conte di Westmorland    |                                | Isolde Mortimer                       |                                         |  |  |       |  |  |                                         |  |  |                   |  |
|                                          | Henry de Percy, I barone Percy | Henry de Percy                        |                                         |  |  |       |  |  |                                         |  |  |                   |  |
|                                          | Henry de Percy, I barone Percy | Henry de Percy                        |                                         |  |  |       |  |  |                                         |  |  |                   |  |
|                                          | Henry de Percy, I barone Percy | Eleanor de Warenne                    |                                         |  |  |       |  |  |                                         |  |  |                   |  |
| Henry de Percy, II barone Percy          | Henry de Percy, I barone Percy |                                       |                                         |  |  |       |  |  |                                         |  |  |                   |  |
|                                          |                                | Eleanor FitzAlan                      | Richard FitzAlan, VIII conte di Arundel |  |  |       |  |  |                                         |  |  |                   |  |
|                                          |                                | Eleanor FitzAlan                      | Richard FitzAlan, VIII conte di Arundel |  |  |       |  |  |                                         |  |  |                   |  |
|                                          |                                | Eleanor FitzAlan                      | Alice di Saluzzo                        |  |  |       |  |  |                                         |  |  |                   |  |
| Maud Percy                               |                                | Eleanor FitzAlan                      |                                         |  |  |       |  |  |                                         |  |  |                   |  |
|                                          |                                | Robert de Clifford, I barone Clifford | Robert de Clifford                      |  |  |       |  |  |                                         |  |  |                   |  |
|                                          |                                | Robert de Clifford, I barone Clifford | Robert de Clifford                      |  |  |       |  |  |                                         |  |  |                   |  |
|                                          |                                | Robert de Clifford, I barone Clifford | Isabella de Vipont                      |  |  |       |  |  |                                         |  |  |                   |  |
| Idonia Clifford                          |                                | Robert de Clifford, I barone Clifford |                                         |  |  |       |  |  |                                         |  |  |                   |  |
|                                          |                                | Maud de Clare                         | Tommaso de Clare                        |  |  |       |  |  |                                         |  |  |                   |  |
|                                          |                                | Maud de Clare                         | Tommaso de Clare                        |  |  |       |  |  |                                         |  |  |                   |  |
|                                          |                                | Maud de Clare                         | Juliana FitzGerald                      |  |  |       |  |  |                                         |  |  |                   |  |
|                                          |                                | Maud de Clare                         |                                         |  |  |       |  |  |                                         |  |  |                   |  |